# Eduardova skála
Eduardova skála (dříve též Eduardův kámen) je skalní útvar v okrese Most v Krušných horách, v nadmořské výšce 908 m, na okraji lesa nad Malým Hájem, západně od Lesenské pláně.
Na vrcholu skály byl vytvořen žulový triangulační sloup. Skála umožňuje rozhled po části Krušných hor – od Medvědí skály na jihovýchodě, přes Lesenskou pláň, Liščí vrch, Horu Svaté Kateřiny na severu, Malý Háj a Rudolice v Horách na západě, Kamenný vrch a údolí Telčského potoka až k Lesné na jihu. Jižní a východní stranu skály, stejně jako blízké dvě skalky a Koutovou skálu, využívají horolezci.

## Dostupnost
Přímo ke skále žádná turistická stezka nevede. Nicméně v blízkosti vede modře značená turistická stezka od Lesná k Rudolickému rybníku a zelená turistická značka od Hory Svaté Kateřiny, pokračující na Svahovou. Nedaleko vede také trasa NS Gabrielka.